# 李涛 (精神病学家)
李涛，浙江大学医学院和四川大学华西医院教授，主要从事精神病学方面的研究工作。担任中国神经科学学会精神神经专业分会常务委员，入选中华人民共和国教育部2008年度"长江学者"特聘教授，享受中国国务院政府特殊津贴。